# Violència de Bhima Koregaon de 2018
La violència de Bhima Koregaon de 2018 es refereix a la violència durant una reunió anual celebrada l'1 de gener de 2018 a Bhima Koregaon amb motiu del 200 aniversari de la batalla de Koregaon. La violència i els cops de pedra de la multitud van provocar la mort d'un jove de 28 anys i ferides a cinc persones més. La celebració anual, també anomenada convenció d'Elgar Parishad, va ser organitzada pels jutges retirats B. G. Kolse Patil and P. B. Sawant. i P. B. Sawant.